# Aquilegia atrovinosa
Aquilegia atrovinosa és una espècie de planta fanerògama que pertany a la família de les ranunculàcies.

## Morfologia
Aquilegia atrovinosa té les seves tiges de 30 a 60 cm d'alçada, rarament fins a 90 cm d'alçada, propagació pubescent, sense ramificacions. Té poques fulles basals, dues ternades i el seu pecíol fa entre 8 a 19 cm; el limbe foliar és per sota poc pubescent a subglabre, per sobre glabre folíols laterals obovats i cuneïformes, amb dos lòbuls desiguals; folíol central obovat, de 1,5 a 3,5 × 1,2 a 2,8 cm, 3 lòbuls i segments amb 2 o 3 dents obtusos. N'hi ha poques fulles a la tija. Fan inflorescències cimoses d'1 a 5 flors; les bràctees són lineals i lanceolades de 1,6 cm. Les flors de 3 a 3,5 cm de diàmetre. El seu pedicel entre 1,2 a 5 cm. Els sèpals són de color porpra fosc, estretament ovades, d'uns 2,5 × 0,8 a 0,9 cm. Els pètals són de color porpra fosc, suberectes, àmpliament oblongs, d'uns 1,2 cm, àpex subtruncat i l'esperó de la flor fa uns 1,5 cm, apicalment corbat. Els estams gairebé són tan llargs com els pètals; tenen unes anteres grogues, àmpliament el·lipsoides, entre 1,5 a 2,2 mm. Els estaminodis són ovades, d'uns 5,5 mm, té 5 pistils i el seu avari és densament pelut. Els fol·licles entre 1,5 a 2,5 cm i el seus estils són persistents d'uns 5 mm. Floreix entre maig i juny.

## Distribució i hàbitat
La distribució natural d'Aquilegia atrovinosa es troba al nord de la província xinesa de Xinjiang i al Kazakhstan, i creix en marges dels boscos i en vessants coberts d'herba entre els 1800 i els 3600 m.

## Taxonomia
Aquilegia atrovinosa va ser descrita per Mikhaïl Popov & ex-Aleksandra Pavlovna Gamajunova i publicat a Botanicheskie Materialy Gerbariia Instituta Botaniki Akademii Nauk Kazakhskoi SSR 4: 28, pl. 3, f. 6, a l'any 1961.
Etimologia
Aquilegia: nom genèric que deriva del llatí aquila = "àguila", en referència a la forma dels pètals de la qual se'n diu que és com l'urpa d'una àguila.
atrovinosa: epítet